# Нукер
Ну́ке́р (від монг. нөхөр, калм. нөкр — «друг, товариш») — дружинник на службі феодальної знаті в період становлення феодалізму в Монголії. Під час війни нукери виступали ратниками у війську свого сюзерена, в мирний час — вартою, «домашніми людьми». Спочатку нукер отримував за свою службу повне утримання і спорядження, потім частина військової здобичі і земельні дарування з насельниками-селянами (своєрідні бенефіції), що сприяло перетворенню їх у звичайних васалів великих феодалів. У XIV–XX ст. термін нукери став вживатися у народів Передньої і Середньої Азії і на Кавказі, у значенні «слуга», «військовий слуга».